# Nihon Sandai Džicuroku
Nihon Sandai Džicuroku (japonsky 日本三代実録, Pravdivá historie tří japonských panovníků), ve zkrácené verzi Sandai Džicuroku, je japonský historický text sepsaný na císařskou objednávku. Byl dokončen v roce 901 a je posledním ze šesti národních japonských historických děl nazývaných souhrnně Rikkokuši (六国史, Šest státních kronik), v nichž byly dějiny Japonska dovedeny až do roku 887. Předchází jej kronika Nihon Montoku Tennó Džicuroku. Kronika Sandai Džicuroku pokrývá období let 858–887, tj. roky vlády japonských císařů Seiwy (858–876), Józeie (876–884) a Kókóa (884–887).

## Pozadí
Počátkem 90. let 9. století pověřil císař Uda několik dvořanů, aby v návaznosti na Pravdivou historii japonského císaře Montokua (Nihon Montoku Tennó Džicuroku), jež byla dokončena v roce 879, sestavili další historický text, který by pokryl následující roky, tedy období od roku 858. Toto dílo bylo posléze nazváno Pravdivá historie tří japonských panovníků neboli Nihon Sandai Džicuroku. Dohled nad jeho sestavováním měli Tokihira Fudžiwara, Mičizane Sugawara, Jošiuki Ókura, a Masahira Mimune. Text kroniky byl dokončen v roce 901.

## Obsah
Kronika Sandai Džicuroku je psána převážně kanbunem, tedy japonskou formou klasické čínštiny, jak bylo v té době pro formální japonské texty běžné. Tvoří ji na 50 svazků, jež pokrývají období 30 let od roku 858 do roku 887, což odpovídá období vlády císařů Seiwy, Józeie a Kókóa. Ve srovnání s texty předchozích národních historií obsahuje Sandai Džicuroku množství císařských výnosů a je podrobnější. Části svazků č. 15, 19 a 48 jsou neúplné.
V kronice je rovněž popsáno zemětřesení Džógan z července roku 869 a následná tsunami, která zaplavila roviny severovýchodního Japonska: „Moře vtrhlo do vesnic a měst a zaplavilo několik set mil pevniny podél pobřeží. Lidé měli sotva čas na útěk. Tak přišlo o život kolem tisíce lidí.“ Byla to stejná místa, jež byla zaplavena při zemětřesení a tsunami v Tóhoku v roce 2011. Analýza usazenin po tsunami z roku 869 vedla vědce k odhadu, že zemětřesení mělo magnitudo 8,3.

## Poslední ze šesti národních historií
Nihon Sandai Džicuroku je posledním ze šesti národních japonských historických děl. V roce 936 byl založen národní historický úřad (撰国史所), jehož úkolem bylo udržovat existující národní historická díla a pokračovat v jejich sestavování. Byly zahájeny práce na novém textu Šinkokuši, zůstalo však jen u konceptu, toto dílo nebylo nikdy dokončeno.
Při obnově ztraceného obsahu všech Šesti národních historií je cenným zdrojem kategorizovaný a chronologický historický text Ruidžú Kokuši dokončený roku 892.